# Caisse royale

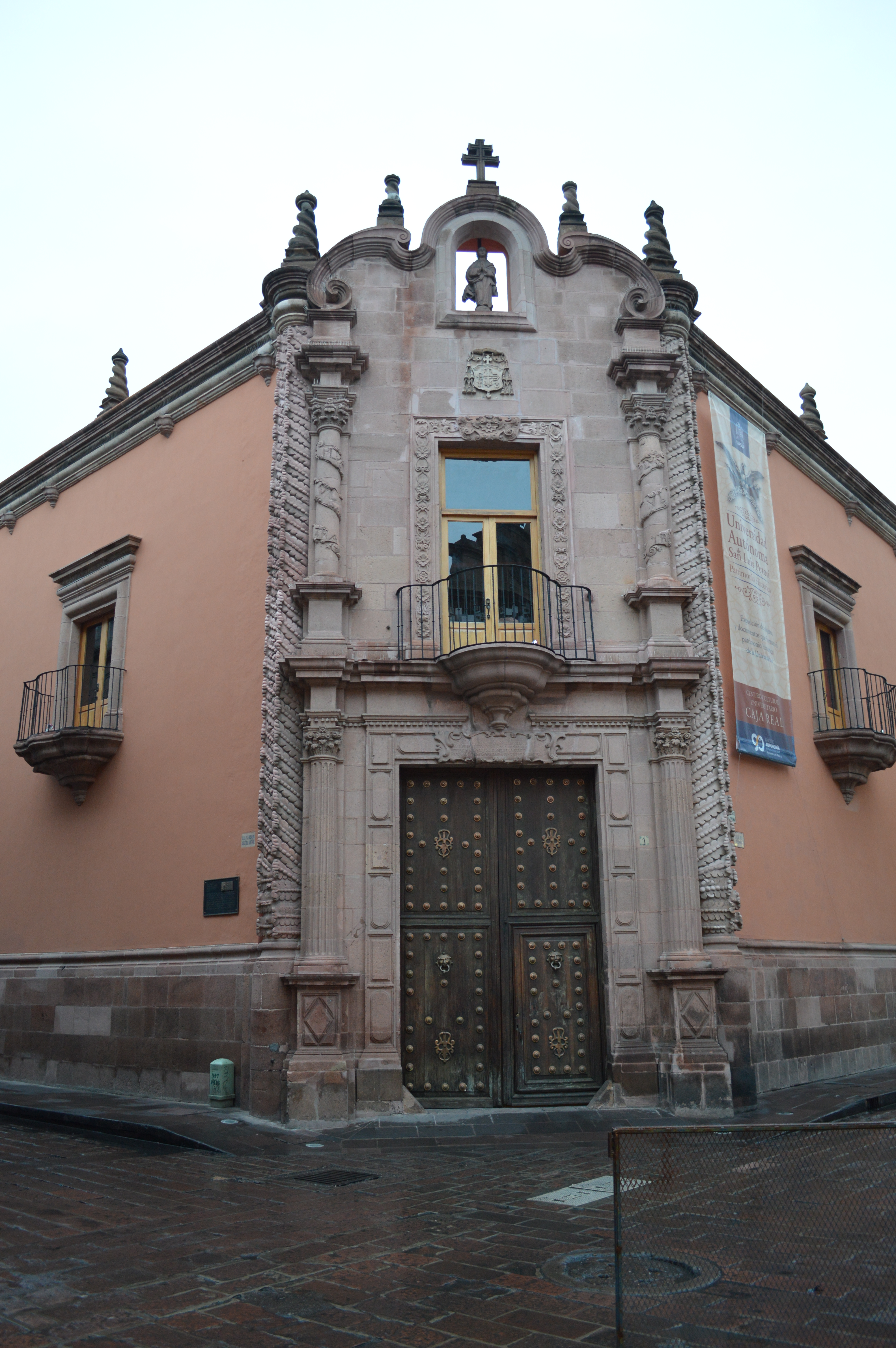
Façade de la Real Caja de San Luis Potosí (Mexico).

Une caisse royale (en espagnol : caja real) était l’endroit où étaient déposés l’or, l’argent, les pierres précieuses et d’autres biens provenant des tributs imposés par la monarchie espagnole.
Ces bureaux ont été créés en suivant la conquête et la colonisation du territoire de l’Empire espagnol, formant un réseau de caisses d'épargne royales, afin d’administrer le trésor royal des Indes, sur le modèle de la Casa de Contratación (Maison des contrats). La première caisse royale à s’établir dans les Amériques fut la Real Caja de México, en 1521, à la fin de la conquête du Mexique.
D’après la documentation existante des Archives générales des Indes, à travers les comptes des revenus et des dépenses enregistrés par les fonctionnaires royaux, il y a eu environ 150 caisses royales, du XVIe siècle à la fin du XIXe siècle.

## Historique
L’un des aspects qui a reçu le plus d’attention de la part des premiers conquistadors était le contrôle du trésor, des revenus et des dépenses nécessaires au contrôle et à l’expansion du territoire américain de la monarchie espagnole, similaire à l’administration fiscale qui existait dans la péninsule Ibérique. Tous les comptes devaient être soumis au Conseil des Indes pour contrôle fiscal.
Dès 1501, les Rois catholiques ont mis en place un système de collecte des impôts et des tributs à Hispaniola afin d’assurer leur juste part.
Les caisses d’épargne royales ont été établies dans les centres administratifs les plus importants, tels que les capitales des vice-royautés de la monarchie espagnole en Amérique, dites « caisses principales », comme au Mexique et à Lima. Dans les villes d’importance économique particulière, telles que les ports les plus grands, les villes minières et les zones autochtones très peuplées, il y avait les caisses d’épargne secondaires qui dépendaient des précédentes. Leur gestion était confiée aux comptables, aux trésoriers, aux surveillants et aux fonctionnaires, qui avaient le rang d’officier royal. Par la suite, il ne resta plus que le trésorier et le comptable, et le gouverneur se joignit à l’administration. Lorsque le territoire est trop vaste, les officiers nomment des adjudants, appelés lieutenants de l’officier royal.
Les comptes étaient établis avec les recettes et les dépenses correspondantes sur la base d’un fonds principal, qui, en plus de sa fonction habituelle, recueillait les fonds des caisses secondaires, qui ont été créées en fonction des besoins pour les principales activités économiques. À titre d’exemple, dans la vice-royauté de Nouvelle-Espagne, à la fin du XVIe siècle, il y avait sept cajas, parmi lesquelles celle d’Acapulco, qui a dû être ouverte en 1590 en raison de la croissance rapide du commerce dans la ville en raison du succès du galion de Manille, qui reliait la Nouvelle-Espagne à Manille. Il y avait 12 caisses royales au XVIIe siècle et 24 au XVIIIe siècle.
Chaque caisse royale était responsable de l’administration du trésor au sein d’une division territoriale, qui servait de district fiscal. Des procédures ont été mises en place pour prévenir la fraude et le système des trois clés a été utilisé, selon lequel aucune entrée ou sortie ne pouvait être faite dans la caisse sans la présence simultanée des officiers qui avaient chacun une clé pour l’ouvrir : le comptable, le trésorier et l’officier le plus important du district fiscal (le vice-roi lui-même, le doyen des juges de l'Audience ou le gouverneur).
Les revenus des caisses provenaient principalement des impôts sur la production d’argent et d’or et sur le monnayage de l’argent (seigneuriage), des taxes de vente (alcabalas), des almojarifazgos, des medias anatas ecclésiastiques et laïques, des salaires, de la renonciation ou de la rente des offices, des neuvièmes de la moitié du revenu des dîmes réservées à la Couronne (neuvièmes), des cinquièmes du roi et d’autres revenus provenant des monopoles royaux tels que les cartes à jouer, le cuivre, les combats de coqs, les arènes, le papier timbré, les salines, la loterie, le tabac et le vif-argent. Bien que les Indiens fussent exemptés de nombreux impôts, ils payèrent pour le nouveau service royal, la moitié pour les hôpitaux, la moitié pour les ministres, et les fonds pour les coffres communautaires de leurs villages (biens communautaires). En outre, la vente des indulgences et des bulles de la Sainte Croisade étaient inscrites, ainsi que les deux neuvièmes de la dîme de chaque diocèse des Indes pour entretenir les missions et financer la guerre contre les infidèles.
Une partie des revenus resta en Amérique pour les frais d’administration, d’établissement, d’évangélisation et de défense des vice-royautés. Chaque fonds devait gérer ses revenus, effectuer des paiements et remettre les excédents à la Couronne. Mais le résultat n’était pas toujours satisfaisant et, dans certains cas, les dépenses dépassaient les recettes. Cependant, en raison de l’intérêt pour la conservation des territoires, il a été établi que les fonds déficitaires seraient aidés par les excédents des autres, en essayant de rendre l’Amérique hispanique autosuffisante.
En raison de leur importance à l’époque coloniale, il existe de nombreux bâtiments représentatifs construits pour abriter la structure administrative, fiscale et de conservation des actifs.